# 광명성 3호

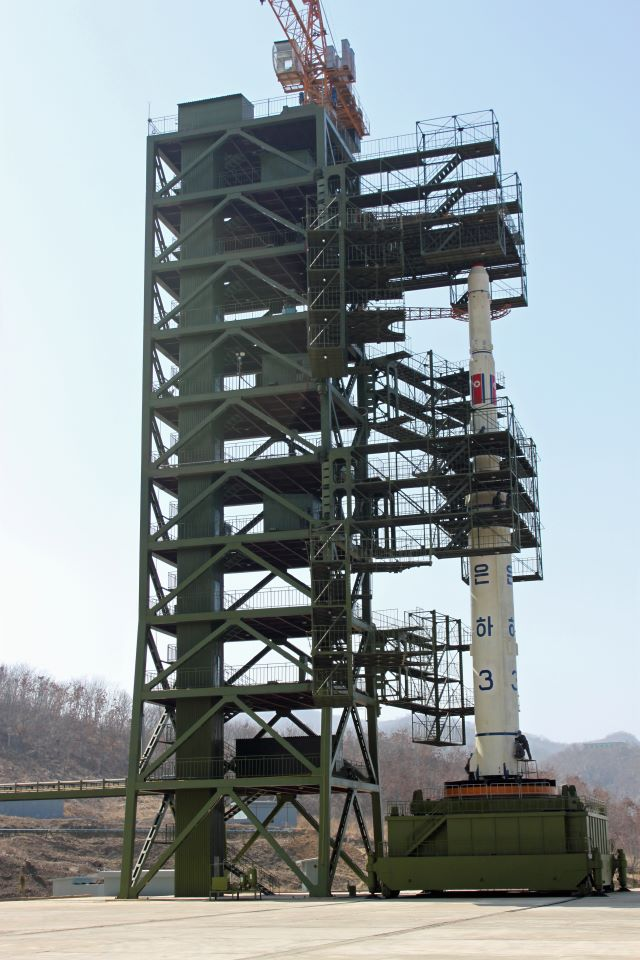
광명성 3호를 발사하기 위한 '로켓'인 은하 3호의 모습.

광명성 3호(光明星 3號)는 김일성 생일 100주년인 2012년 발사한 조선민주주의인민공화국의 인공위성이다.

## 1호기
당측은 광명성 3호 관련 긴급회의에서 2012년 3월 11일 4차 노동당 당대표자회, 2012년 3월 13일 제125기 15차 최고인민회의를 끝내고 태양절 전날인 2012년 4월 14일 오후 2시부터 3시 사이에 발사할 것을 선포했다.
조선민주주의인민공화국은 2012년 4월 12일 광명성 3호 발사준비를 위한 최종 단계인 '연료 주입'까지 완료하였으며 2012년 4월 13일 7시 38분에 발사했다.

### 발사
조선민주주의인민공화국은 2012년 4월 13일 7시 38분께 장거리 로켓인 은하 3호를 발사했으나 2분 15여초(135초)만에 추락했다.

### 추락 경위
조선민주주의인민공화국이 발사한 장거리로켓 은하 3호의 2·3단 본체는 3조각, 1단 추진체는 17조각 등으로 분리되어 추락했으며, 1단과 2단이 분리되었는지는 조사 중이다.
로켓이 상승하면서 1단 추진체가 먼저 폭발했으며, 최고 고도에서 하강할 때 2차 폭발해 2·3단 본체가 3조각으로 분리된 것으로 분석되었다.

### 반응
조선중앙통신은 2012년 4월 13일에 발사된 광명성 3호 로켓 발사가 오전 7시 38분 55초 평안북도 철산군 서해위성발사장에서 진행됐으나 "지구관측위성의궤도 진입에는 성공하지 못했다."며 이례적으로 보도했다.
조선민주주의인민공화국은 1998년 8월과 2009년 4월 각각 광명성 1, 2호 발사 이후에는 모두 궤도 진입에 실패한 것으로 알려졌지만 성공했다고 밝혔었다.

## 2호기
조선민주주의인민공화국은 김정일 전 국방위원장 사망 1주년을 전후한 2012년 12월 12일 2호기를 발사했다. 발사는 성공적으로 진행되었으며 위성은 궤도진입에 성공하였다. 러시아와 미국(북미항공사령부)도 위성의 궤도진입성공을 인정하였으나 실제 위성의 기능이 작동하는지 여부는 확인되지 않고 있다.

## 같이 보기
- 은하 3호
  - 은하 2호
- 대포동 1호
- 대포동 2호
- 광명성 1호
- 광명성 2호
- 광명성 4호
- 조선민주주의인민공화국의 대량살상무기 문제
- 핵무기
- 탄도 미사일
- 우리네 위성이 하늘에 떴소